# روز ألبا
روز ألبا (ولدت فيليسيتي ماري ديفيروكس ؛ 5 فبراير 1918 – 2 ديسمبر 2005) ممثلة سينمائية بريطانية مصرية المولد.
عملت أيضًا في مسلسلات تلفزيونية، مثل المقنعون!، في الحلقة انجي، انجي (1971)، مثل مدام لا جاتا.
توفيت في ديسمبر 2005 في لندن بإنجلترا عن عمر يناهز 87 عامًا.

## فيلموغرافيا
| عام  | لقب                    | دور                | ملاحظات              |
| ---- | ---------------------- | ------------------ | -------------------- |
| 1955 | إيل فالكو دورو         | جيرترود مونتيفالكو |                      |
| 1956 | ظل رجل                 | مغني الكباريه      |                      |
| 1961 | كان لدى ماري القليل... | دوقة أديكومب       |                      |
| 1965 | الرعد                  | مدام بوتير         |                      |
| 1969 | مدرسة للجنس            | كونتيسة برواش      |                      |
| 1971 | المقنعون!              |                    |                      |
| 1972 | فورموس                 | صاحبة البيت المؤجر |                      |
| 1979 | الممر                  | مدام ألبا          |                      |
| 1980 | مدينة النساء           |                    | غير معتمد            |
| 1983 | مبالغ هائلة            | السيدة دي سال      | (دور الفيلم النهائي) |